# Her Excellency, the Governor
Her Excellency, the Governor é um filme de drama mudo produzido nos Estados Unidos e lançado em 1917.